# Madre (Sorolla)
Madre es un cuadro del pintor español Joaquín Sorolla realizado en óleo sobre lienzo en 1895. Sus dimensiones son de 125 × 169 cm.
Esta pintura es una de las más bellas y misteriosas de Sorolla. Muestra en una escena íntima a la esposa del artista, Clotilde, con su hija Elena recién nacida, acostadas y casi totalmente tapadas con una colcha blanca de gran tamaño.
Se expone en el Museo Sorolla, Madrid.